# Sarasinula
Sarasinula is een geslacht van weekdieren uit de klasse van de Gastropoda (slakken).

## Soort
- Sarasinula plebeia (P. Fischer, 1868)